# 척추뼈고리
척추뼈고리(vertebral arch), 또는 추궁(椎弓)은 인체해부학에서 척추뼈의 뒷부분으로 등쪽(dorsal) 배측 가쪽이다. 따라서 척추뼈몸통(body)의 뒤에 위치한다. 척추뼈고리는 앞쪽(복측) 척추뼈몸통과 함께 척추뼈구멍을 형성한다.
전형적인 척추뼈고리는 한쌍의 뿌리(pedicle), 한쌍의 고리판(lamina), 그리고 7개의 뼈 돌기(process)로 구성된다.
- 4개의 관절돌기(articular processes)
- 2개의 가로돌기(transverse processes)
- 1개의 가시돌기(spinous process)

## 구조
|                                                |
| 척추뼈몸통(회색)과 척추뼈고리(노란색)의 돌기들 |

## 같이 보기
- 횡돌기극근
- 척추분리증